# Instituto Tecnológico Metropolitano de Medellín
El Instituto Tecnológico Metropolitano (ITM) es una universidad pública colombiana con sede en Medellín, Antioquia. El ITM tiene orientación, vocación y tradición tecnológica, de carácter público y de orden municipal. Sus orígenes se remontan al año 1944 cuando el Concejo de Medellín creó el Instituto Obrero Municipal, con el propósito de brindar formación a las clases trabajadoras de la ciudad que, en aquel entonces, crecía como una importante ciudad de carácter industrial en Colombia.
Recibió la Acreditación Institucional por 8 años por parte del Consejo Nacional de Acreditación del Ministerio de Educación. Es una institución de carácter público y naturaleza autónoma, adscrita a la Alcaldía de Medellín; ofrece programas académicos en niveles tecnológico y profesional, así como especializaciones, maestrías y doctorados.

## Historia
Los antecedentes históricos del Instituto Tecnológico Metropolitano se remontan a los años cuarenta (1944), cuando fue creado el Instituto Obrero Municipal, con la misión de alfabetizar y capacitar a las clases trabajadoras, para responder a las necesidades generadas por el proceso de expansión urbana y desarrollo tecnológico, que desde esos años colocó a Medellín como el más importante centro industrial del país. La introducción de maquinaria y técnicas de producción modernas hicieron pertinente la creación de una entidad que no sólo capacitara a las clases trabajadoras para asumir esas innovaciones, sino que se preocupara por su acceso a los productos de la cultura y por el mejoramiento de sus condiciones de vida.
A finales de los cuarenta, se denominó Universidad Obrera Municipal, con una novedosa propuesta de "educación a la carta", que se acomodaba a las condiciones particulares de los estudiantes trabajadores, que procuraba dar, gratuitamente, instrucción artesanal, industrial, comercial y artística.
En los años sesenta, bajo el nombre de Instituto de Cultura Popular, vivió un proceso de ajustes al pensum y continuó con el propósito de elevar el nivel intelectual de la clase obrera. 
A finales de los sesenta se transformó en el Instituto Popular de Cultura y dedicó su actividad docente a enseñanza básica para adultos, un ciclo básico de enseñanza media con capacitación en un oficio o especialidad, y enseñanza artística en la escuela de teatro anexa que, a principios de la década del setenta, se constituyó en la Escuela Popular de Arte. Los cambios en la estructura de la educación media de esa década dieron paso a programas de educación media técnica con orientación vocacional y con algún fundamento en el conocimiento científico. 
A principios de los años noventa, la institución incursionó en la educación superior, con el nombre de Instituto Tecnológico Metropolitano ITM. Con una nueva estructura orgánica, diseñó sus primeros programas de formación tecnológica y definió sus funciones de docencia, investigación y extensión.
En 2005 el Instituto Tecnológico Metropolitano obtuvo el cambio de carácter académico y se convirtió en Institución Universitaria, conservando su vocación de formación tecnológica en educación superior, mediante Resolución 6190 del 21 de diciembre de 2005 del Ministerio de Educación Nacional. Pero siempre inscrita en el campo de la tecnología para continuar consolidándose como una institución de saber y de formación en el campo del saber tecnológico.

## Organización e Infraestructura
La Institución cuenta con patrimonio propio, tiene solidez financiera y demuestra equidad en la asignación de recursos económicos e integridad en su manejo, dispone de información financiera mensualmente representada en el Balance General y en el Estado de Actividad Financiera, Económica, Social y Ambiental acompañada de las respectivas Notas a los Estados Financieros, lo cual permite la toma de decisiones en materia financiera de forma oportuna y confiable.
En materia de Estados Financieros se dispone mensualmente de información referente al Balance General y Estado de Actividad Financiera Económica, Social y Ambiental acompañada de las respectivas notas a los Estados Financieros, lo que permite disponer de información contable confiable y oportuna que facilita una adecuada toma de decisiones.
Sus resultados en el período analizado reflejan solidez financiera basada en el crecimiento sostenido de sus activos y en especial de su patrimonio, lo que permite garantizar el cumplimiento de las metas propuestas en el Plan de Desarrollo y la sostenibilidad de la Institución. Sus indicadores resaltan los adecuados índices de liquidez, actividad y en especial sus bajos niveles de endeudamiento o compromisos con terceros.
Igualmente, en el aspecto presupuestal se dispone de información de ejecución presupuestal de ingresos y egresos mensualmente, lo que permite efectuar un seguimiento riguroso a los diferentes rubros que lo componen. Sus fuentes de ingresos en sus diferentes modalidades garantizan el cumplimiento de las metas propuestas plasmadas en los respectivos planes de acción, en especial lo atinente a su misión enmarcado en la academia y la investigación.
Sus egresos evidencian la existencia de control en los gastos de funcionamiento con niveles de ejecución por debajo de lo presupuestado y con cumplimientos óptimos en los rubros de inversión.
La información financiera está sometida al control fiscal por parte de la Contraloría General de Medellín, resaltando que a lo largo de los últimos años el ITM ha obtenido dictámenes financieros sin hallazgos ni observaciones, al igual que una medición del control interno con niveles de calificación clasificados como excelentes, lo que garantiza la transparencia y confiabilidad en el manejo de los recursos.
Partiendo del Sistema de Información Financiero - Contable, y teniendo en cuenta la información de costos requerida por la Administración de la Institución, para soportar el control y la toma de decisiones, se diseñó la estructura de Centros de Costos, con la cual se puede obtener información por: Campus, Unidad, Dependencia, Departamento, Programa y Cargo.

### Sedes
El ITM cuenta con 5 campus y un parque de investigación:
- Campus Robledo: Ubicada en el Barrio Robledo (Comuna 7) en el sector de Pilarica, donde se encuentra la Ciudadela Universitaria Pedro Nel Gómez. Este campus comprende la Facultad de Ciencias Exactas y Aplicadas y la facultad de ingeniería.
- Campus Fraternidad: Ubicada en el Barrio Sucre en el sector de Villa Hermosa (Comuna 8). Este campus comprende la Facultad de Ciencias Económicas y Administrativas.
- Campus Floresta: Ubicada en el Barrio La Floresta en el sector de La América (Comuna 12). Este campus comprende la Facultad de Artes y Humanidades.
- Sede Castilla: Ubicada en el Barrio Castilla (Comuna 5). Esta sede aloja el centro de educación para adultos.
- Sede Prado: Ubicada en el Barrio Prado en el sector de La Candelaria (Comuna 10). Esta sede aloja el centro de idiomas.
- Sede Poblado: Ubicada en el edificio Cámara Colombiana de la Infraestructura, en el Barrio Manila (Comuna 14). En esta sede se ofertan principalmente cursos y diplomados.[4]
- Parque i: Ubicado cerca del campus Fraternidad.

### Parque i
Es un proyecto integrador y de avanzada en el cual se centralizan en un mismo espacio los grupos de investigación del ITM para compartir conocimientos y recursos con el propósito de fomentar la investigación interdisciplinaria e interinstitucional de calidad, en el marco del sistema de investigación institucional y con una proyección de resultados a nivel municipal, regional, nacional e internacional, en asocio con los sectores productivos y social.

## Unidades Académicas
En la actualidad, el ITM cuenta con 28 programas de pregrado y 14 de posgrados que se agrupan en cuatro facultades:

### Facultad de Artes y Humanidades
Es una unidad académica administrativa del Instituto Tecnológico Metropolitano, que ofrece servicios de educación superior en el campo del arte, las humanidades, las ciencias sociales, las letras y la cultura, para la formación integral de ciudadanos y profesionales, con fundamento en procesos de investigación–creación, desarrollo e innovación social, que habilite para la vida y el trabajo y la construcción del desarrollo sustentable desde el abordaje de fenómenos estéticos y socioculturales en su relación con los entornos sociales, históricos, económicos, tecnológicos y políticos del mundo contemporáneo.
Pregrados:
1. Artes de la Grabación y Producción Musical
2. Artes Visuales
3. Cine
4. Tecnología en Diseño Industrial
5. Tecnología en Informática Musical
6. Ingeniería en Diseño Industrial
7. Interpretación y Traducción Lengua de Señas Colombiana

Posgrados:
1. Maestría en Artes Digitales
2. Maestría en Diseño
3. Maestría en Estudios de Ciencia, Tecnología, Sociedad e Innovación

### Facultad de Ciencias Económicas y Administrativas
Es una unidad académica del Instituto Tecnológico Metropolitano que ofrece el servicio de educación superior para la formación integral del talento humano con excelencia en la investigación, la innovación, el desarrollo, la docencia, la extensión y la administración, que busca habilitar para la vida y el trabajo con proyección nacional e internacional desde la dignidad humana y la solidaridad, con conciencia social y ambiental, en los campos de conocimiento de las finanzas, la gestión de la calidad, la metrología, los procesos productivos y la gestión de la administración tecnológica.
Pregrados:
1. Administración del Deporte
2. Administración Tecnológica
3. Contaduría pública
4. Ingeniería de Producción
5. Ingeniería Financiera y de Negocios
6. Ingeniería de la Calidad
7. Tecnología en Sistemas de Producción
8. Tecnología en Análisis de Costos y Presupuestos
9. Tecnología en Calidad
10. Tecnología en Gestión Administrativa

Posgrados:
1. Especialización en Finanzas
2. Especialización en Formulación y Evaluación de Proyectos
3. Maestría en Gestión de la Innovación Tecnológica, Cooperación y Desarrollo Regional
4. Maestría en Gestión de Organizaciones

### Facultad de Ciencias Exactas y Aplicadas
Formamos profesionales con capacidad de liderar procesos académicos e investigativos, por medio de la consolidación de alianzas estratégicas con el sector productivo, la comunidad científica y la sociedad en general, así como con el fortalecimiento de redes académicas y científicas que conduzcan a la excelencia, en el marco de la ética, la responsabilidad social y la sostenibilidad ambiental.
Pregrados:
1. Ciencias Ambientales
2. Ingeniería Biomédica
3. Química Industrial
4. Tecnología en Construcción de Acabados Arquitectónicos
5. Tecnología en Mantenimiento de Equipo Biomédico

Posgrados:
1. Maestría en Ciencias: Innovación en Educación
2. Maestría en Desarrollo Sostenible
3. Maestría en Ingeniería Biomédica
4. Maestría en Metrología
5. Especialización en Infraestructura Hospitalaria

### Facultad de Ingenierías
Es una unidad académico-administrativa del Instituto Tecnológico Metropolitano, comprometida con la formación de profesionales en ciencia y tecnología que da respuesta a las necesidades del entorno nacional e internacional, a través de la Investigación, la Docencia y la Extensión con excelencia académica, con capacidad de innovación, compromiso social y responsabilidad ambiental.
Pregrados:
1. Ingeniería de Sistemas
2. Ingeniería en Ciencias de Datos
3. Ingeniería de Telecomunicaciones
4. Ingeniería Electromecánica
5. Ingeniería Electrónica
6. Ingeniería Mecatrónica
7. Tecnología en Automatización Electrónica
8. Tecnología en Sistemas de Información
9. Tecnología en Sistemas Electromecánicos
10. Tecnología en Gestión de Redes de Telecomunicaciones
11. Tecnología en Diseño y Programación de Soluciones de Software como Servicio - SaaS (Virtual)
12. Tecnología en Desarrollo de Aplicaciones para Dispositivos Móviles (Virtual)
13. Tecnología en Desarrollo de Software

Posgrados:
1. Maestría en Automatización y Control Industrial
2. Maestría en Gestión Energética Industrial
3. Maestría en Seguridad Informática
4. Especialización en Gestión de Sistemas Energéticos Industriales
5. Especialización en Gestión del Mantenimiento Industrial
6. Especialización en Ciberseguridad
7. Doctorado en Ingeniería

## Investigación
La Dirección de Investigaciones del ITM hace parte de la Vicerrectoría de Investigación y Extensión y es la encargada de liderar y apoyar el desarrollo de la investigación como línea misional del ITM, la cual es asumida por la institución como una función para la construcción de conocimiento y un medio para la cualificación de docentes, estudiantes y egresados. En el Plan de Desarrollo Institucional  “ITM camino de ciudad para la equidad y la inclusión social 2012-2015”, esta línea misional hace parte del Eje Temático 2. Investigación, Innovación y Desarrollo al Servicio de la Sociedad.
El ITM desarrolla y fortalece una cultura de la investigación, un pensamiento crítico y propositivo, la generación y uso social del conocimiento, que contribuya al desarrollo humano sostenible aportando al conocimiento científico, tecnológico, académico, cultural, social y económico de la región, siendo una de las mejores del país en el campo de la investigación.

### Grupos de Investigación
A continuación se mencionarán cada uno de los grupos de investigación que existen en el ITM con su respectiva clasificación en Colciencias (A1, A, B, C, y D) y sus líneas de investigación.
Facultad de Artes y Humanidades

#### Artes y Humanidades (Categoría B)
- Arte, Diseño y Nuevos Medios
- Museos, Patrimonio y Memoria

#### Innovación en Matemáticas y Nuevas Tecnologías para la Educación (Categoría D)
- Innovaciones Educativas
- Nuevas Tecnologías Aplicadas a la Educación en Ciencias Básicas

#### Ciencia, Tecnología y Sociedad + Innovación (Categoría B)
- Estudios de Ciencia, Tecnología y Sociedad
- Innovación Social

Facultad de Ciencias Económicas y Administrativas

#### Ciencias Administrativas (Categoría A)
- Gestión de la Tecnología y la Innovación
- Finanzas
- Gestión Organizacional

#### Calidad, Metrología y Producción (Categoría A1)
- Calidad y Metrología
- Sistemas Logísticos
- Manufactura Sostenible

Facultad de Ciencias Exactas y Aplicadas

#### Química Básica, Aplicada y Ambiente (Categoría A)
- Gestión Ambiental y Salud Ocupacional
- Desarrollo de Nuevos Materiales
- Química Ambiental

#### Investigación e Innovación Biomédica (Categoría B)
- Aplicaciones Biomédicas
- Ciencias Biomédicas

#### Didáctica y Modelamiento en Ciencias Exactas y Aplicadas (Categoría B)
- Modelamiento y Simulación en Ciencias
- Didáctica, Medios y Ambientes de Enseñanza para el Aprendizaje de las Ciencias

#### Física Teórica Aplicada (Sin categoría)
- Física de Estado Sólido
- Físicas de Altas Energías
- Óptica
- Materia Condensada

#### Matemáticas Aplicadas y Estadística (Categoría D)
- Estadística
- Matemática Aplicada

Facultad de Ingenierías

#### Materiales Avanzados y Energía (Categoría A1)
- Biomateriales y Electromedicina
- Computación Avanzada, Diseño Digital y Procesos de Manufactura
- Nuevos Materiales
- Eficiencia Energética

#### Automática, Electrónica y Ciencias Computacionales (Categoría A1)
- Máquinas Inteligentes y Reconocimiento de Patrones
- Ciencias Computacionales
- Sistemas de Control y Robótica
- Electrónica y Comunicaciones
- Visión Artificial y Fotónica

## Acreditación en Alta Calidad
En 2014 el Ministerio de Educación Nacional acogió el concepto del Consejo Nacional de Acreditación (CNA) para otorgar la Acreditación de Alta Calidad por seis años al ITM, en reconocimiento a la calidad de sus programas académicos, su organización, funcionamiento y el cumplimiento de su función social, entre otras acciones.
El ITM se suma al grupo de Instituciones de Educación Superior (IES) acreditadas institucionalmente en esta región. Dicho logro lo tienen las Universidad de Antioquia, EAFIT, Universidad de Medellín, CES, UPB, Universidad Nacional (sede Medellín), Tecnológico de Antioquia y la Escuela de Ingeniería de Antioquia.
La Acreditación de Alta Calidad otorgada al ITM tiene una vigencia de seis años, de conformidad con la resolución Nro.3499 del 14 de marzo de 2014 firmada por el Ministerio, previo concepto expedido por el CNA, para exaltar públicamente los niveles de la calidad educativa alcanzados por el ITM.
Logros y avances que reflejan un compromiso de región
La jefa de la cartera destacó las cifras y proyectos del ITM, que según sus palabras "Son sencillamente de admirar, frente al contexto de las instituciones universitarias, tanto privadas como públicas en el país, e incluso al nivel de las de las universidades", puntualizó.
Al respecto señaló algunos de los logros alcanzados por el ITM materializados en acciones concretas. De 34 IES acreditadas de alta calidad, es la sexta con el mayor número de pregrados activos acreditados en alta calidad lo que equivale a un 63% de sus programas.
Asimismo, el ITM acompaña un nuevo referente para la investigación en Medellín denominado ´Parque i´ que centraliza en un mismo espacio los grupos de investigación para compartir conocimientos, adelanta proyectos estratégicos que integran el entorno institucional a la vida académica, productiva y social, cuenta con 26 convenios de cooperación nacionales vigentes y 12 internacionales, dos revistas indexadas, una en categoría B y otra en C que reflejan el trabajo de sus líneas de investigación atendidas por 12 grupos registrados en Colciencias.